# Pet Sounds
Pet Sounds és un àlbum dels Beach Boys, compost gairebé completament pel seu líder, Brian Wilson. Per això, es tracta d'un àlbum molt personal, intimista i la proposta del qual era totalment contrària a la música que el grup feia fins llavors, una barreja de rock and roll i música surf.

## Història
Els altres integrants del grup, especialment el cantant Mike Love, es van oposar a l'àlbum, i fins i tot la casa de discos Capitol Records va dubtar en llançar-lo. Finalment, va sortir a la venda el 16 de maig de 1966. La música dels Beach Boys, des que es van formar a principis de la dècada de 1960, era molt melòdica i destacava per les seves harmonies vocals, segell del grup. No obstant això, commogut per la gran riquesa de les composicions de John Lennon i Paul McCartney (dels The Beatles) Brian Wilson va voler fer un pas endavant i fer un disc personal i arriscat, en el qual bolcar les seves experiències personals.
Va ser així com, al costat del músic i publicista Tony Asher, va començar a compondre temes per a un àlbum que trencaria amb tot el que havia fet abans el grup. Fins i tot va considerar la possibilitat d'editar el disc com un treball en solitari. Pet Sounds incorpora músics professionals, ja que els Beach Boys restants contribuirien poc en la instrumentació, per a concentrar-se en el treball vocal. Per primera vegada, Wilson se sentia satisfet amb un treball. No va obtenir l'èxit al qual el grup estava acostumat (va ser el seu primer gran fracàs comercial), però sí una obra artística que, segons el mateix Paul McCartney, "és el millor disc vocal mai gravat" i va servir d'inspiració per al Sgt. Pepper's Lonely Hearts Club Band (1967), obra mestra dels Beatles. Balades, folk i coquetejos lleus amb el rock and roll, tot amb harmonies vocals, Pet Sounds ha crescut amb el temps per a convertir-se per a alguns en un dels àlbums més influents.
Grups com R.E.M. semblen influïts per aquest disc, com ho demostra el seu senzill At My Most Beautiful. L'àlbum va ser gravat en so monoaural, com tots els discos dels Beach Boys, a causa de la sordesa d'una orella de Brian Wilson, resultat d'un accident d'infància. Diverses vegades s'ha intentat reeditar Pet Sounds en estèreo, però els fans han oposat resistència. En edicions posteriors en cd s'inclou una versió de I Know There's An Answer amb diferent lletra (i sota el títol de Hang On To Your Ego), assajos i preses alternes.

## Llista de cançons
1. Wouldn't It Be Nice
2. You Still Believe In Me
3. That's Not Me
4. Don't Talk (Put Your Head On My Shoulder)
5. I'm Waiting For The Day (**)
6. Let's Go Away For A While (*)
7. Sloop John B (+)
8. God Only Knows
9. I Know There's An Answer (++)
10. Here Today
11. I Just Wasn't Made For These Times
12. Pet Sounds (*)
13. Caroline No

Totes les cançons escrites per Brian Wilson i Tony Asher excepte (*) escrites per Wilson, (**) escrita per Wilson i Mike Love, (+) tradicional arreglada per Wilson i (++) per Wilson i Terry Sachen.